# Cour d'appel de Bruxelles
 (décembre 2020).
La mise en forme du texte ne suit pas les recommandations de Wikipédia : il faut le « wikifier ».
Les points d'amélioration suivants sont les cas les plus fréquents. Le détail des points à revoir est peut-être précisé sur la page de discussion.
- Les titres sont pré-formatés par le logiciel. Ils ne sont ni en capitales, ni en gras.
- Le texte ne doit pas être écrit en capitales (les noms de famille non plus), ni en gras, ni en italique, ni en « petit »…
- Le gras n'est utilisé que pour surligner le titre de l'article dans l'introduction, une seule fois.
- L'italique est rarement utilisé : mots en langue étrangère, titres d'œuvres, noms de bateaux, etc.
- Les citations ne sont pas en italique mais en corps de texte normal. Elles sont entourées par des guillemets français : « et ».
- Les listes à puces sont à éviter, des paragraphes rédigés étant largement préférés. Les tableaux sont à réserver à la présentation de données structurées (résultats, etc.).
- Les appels de note de bas de page (petits chiffres en exposant, introduits par l'outil «  Source ») sont à placer entre la fin de phrase et le point final[comme ça].
- Les liens internes (vers d'autres articles de Wikipédia) sont à choisir avec parcimonie. Créez des liens vers des articles approfondissant le sujet. Les termes génériques sans rapport avec le sujet sont à éviter, ainsi que les répétitions de liens vers un même terme.
- Les liens externes sont à placer uniquement dans une section « Liens externes », à la fin de l'article. Ces liens sont à choisir avec parcimonie suivant les règles définies. Si un lien sert de source à l'article, son insertion dans le texte est à faire par les notes de bas de page.
- La présentation des références doit suivre les conventions bibliographiques. Il est recommandé d'utiliser les modèles {{Ouvrage}}, {{Chapitre}}, {{Article}}, {{Lien web}} et/ou {{Bibliographie}}. Le mode d'édition visuel peut mettre en forme automatiquement les références.
- Insérer une infobox (cadre d'informations à droite) n'est pas obligatoire pour parachever la mise en page.

Pour une aide détaillée, merci de consulter Aide:Wikification.
Si vous pensez que ces points ont été résolus, vous pouvez retirer ce bandeau et améliorer la mise en forme d'un autre article.

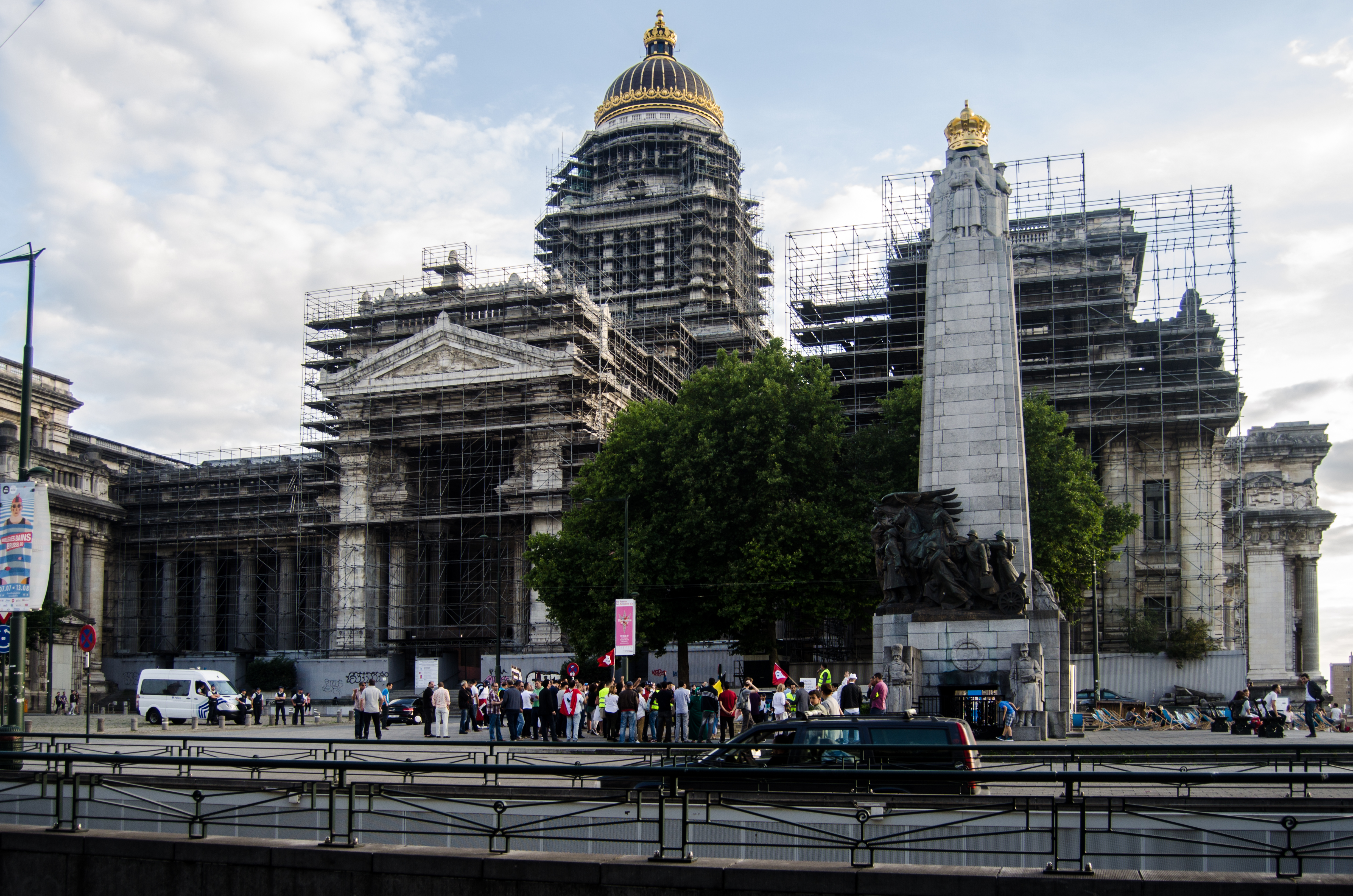
Palais de justice, place Poelaert numéro 1, Bruxelles.

La cour d'appel de Bruxelles est l'une des cinq cours d'appel de Belgique.  L'appel permet de rejuger l'affaire tranchée en première instance, tant en fait qu'en droit. Elle offre donc aux parties deux degrés de juridiction. L'appel peut être formé contre les décisions rendues en première instance par les tribunaux sauf exceptions et tempéraments. La compétence de la cour d'appel de Bruxelles s'apprécie en fonction de la localisation (ratione loci, compétences territoriales) et de la matière traitée (ratione materiae). La cour d'appel s'inscrit dans l'organisation judiciaire pyramidale.

## Contexte historique de sa création

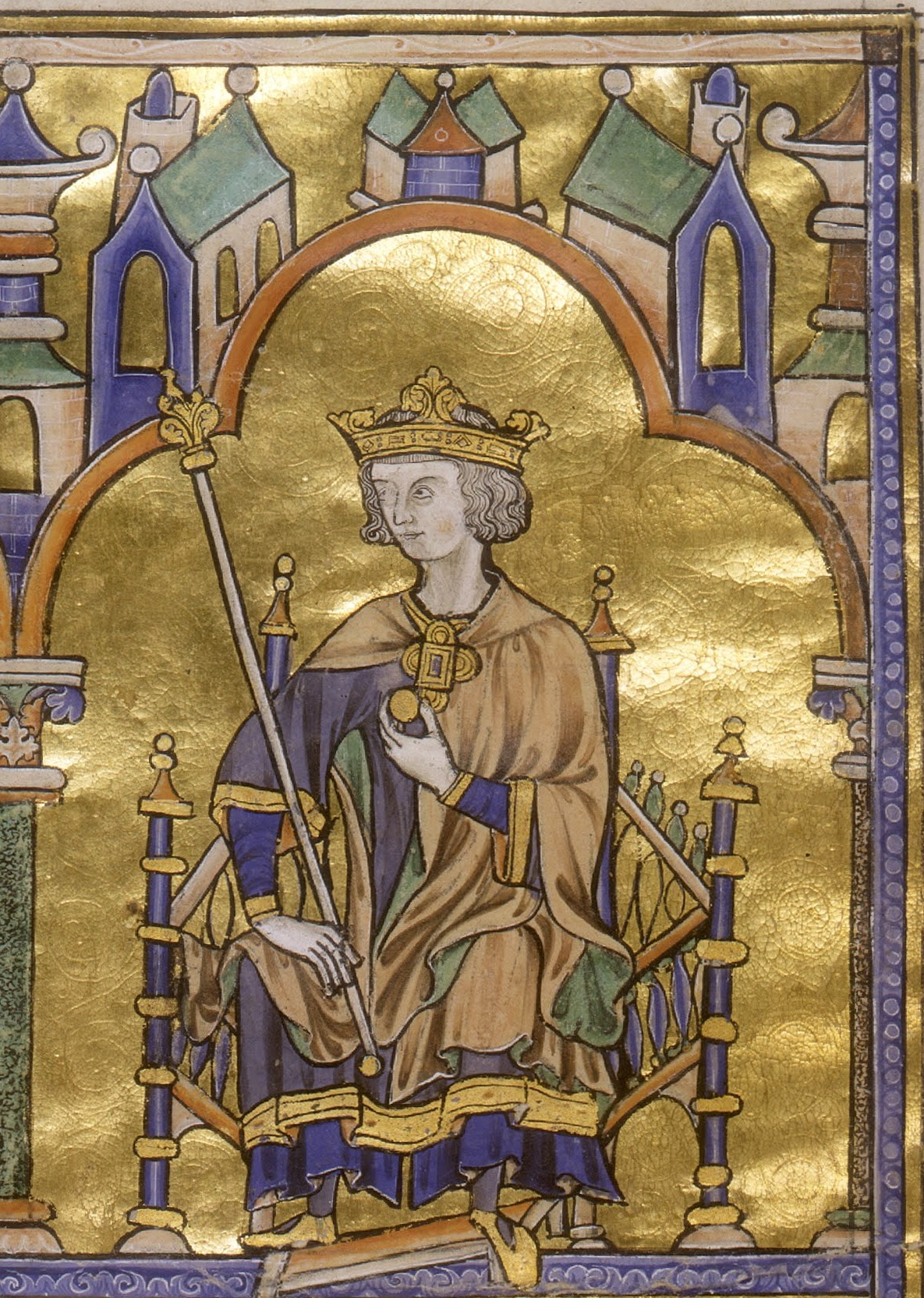
Saint Louis IX

### Moyen Âge
En l'an 1254 le roi Saint-Louis (Louis IX)  prend la décision d’interdire les ordalies à savoir les modes de preuve irrationnelle. Son ordonnance est d'application dans tout le royaume de France.
Cette décision royale a pour principale conséquence de remplacer la procédure accusatoire alors en vigueur  par une procédure de type inquisitoire (instituée par le Corpus Iuris Civilis). C'est la fin du jugement de Dieu. Désormais, les décisions de justice ne trouvent plus leur fondement dans l’intervention divine. Elles seront donc susceptibles d'être contestées par les parties. Le roi Saint- Louis emprunte au droit romain la notion d' appel. Ce recours ordinaire permet aux justiciables de contester la décision rendue au premier degré devant une juridiction hiérarchiquement supérieure : le parlement fixé à demeure à Paris. Ce parlement devient une cour de justice et un conseil politique.

### Temps modernes
En 1495, la diète de Worms sous l'autorité de Maximilien d'Autriche (membre de la dynastie des Habsbourg et grand-père de Charles Quint) met en place une juridiction d'appel. Elle porte le nom de Chambre impériale (Reichskammergericht).
En 1504, sous domination des Pays-Bas espagnols, le Grand Conseil de Malines fut rétabli. Il jouit du statut de tribunal suprême des Pays-Bas et ce, jusqu'à la fin de l'Ancien Régime. Sa fonction était proche de celle exercée par la Cour de cassation actuelle. En outre, il rendait des décisions en première instance et en degré d'appel. La province du Brabant, (ancien ressort territorial de l'actuelle cour d'appel de Bruxelles) elle, n'était pas annexée à ce Grand Conseil. Elle disposait de ses propres cours souveraines de justice.

### Époque contemporaine
Sous la domination française, le décret d'annexion de 1795 (rendu officiel par le vote de la Convention du 9 vendémiaire an IV 1er octobre 1795) adopté durant La révolution française modifie en profondeur le statut du citoyen belge. Il devient citoyen français et est dès lors soumis aux lois françaises et à ses institutions. Le pouvoir en place s'est entre autres donné comme objectif de simplifier l'organisation judiciaire. Il s'agit notamment de faire fusionner les départements belges existants. Chaque canton possède une justice de paix, un tribunal de première instance et un tribunal correctionnel. Une cour d'assise prend place dans chaque arrondissement.
En 1800, par adoption de la loi du 27 ventôse an VIII la constitution du 22 frimaire an VIII réorganise le système judiciaire de la Convention et du Directoire. Cette même loi crée sur le territoire de la République française, d'une part 29 tribunaux d'appel (dont ceux de Bruxelles font partie) et d'autre part des Cours d'appel de plus haut niveau. Un tribunal d'appel (qui sera transformé en cour d'appel en 1804 et postérieurement en Cour impériale en 1810) est créé pour trois départements. « La région wallonne dépend de trois cours d'appel, Bruxelles pour la Dyle et Jemappes, Liège pour l'Ourthe et la Sambre-et-Meuse, et Metz pour les départements des Forêts et des Ardennes ».
Le système judiciaire français se maintient durant toute la domination hollandaise et reste quasiment inchangé jusqu’à aujourd’hui. Seul le nom de la cour d'appel a été modifié. L'appellation «  cour supérieure de justice », d'application de 1814 à 1831, est abandonnée au profit de celle de cour d'appel et ce dès l'adoption de la Constitution belge.

## Localisation
La cour d'appel de Bruxelles siège dans le palais de justice de Bruxelles situé au numéro 1 de la place Poelaert. Elle se trouve plus précisément dans l'un de ses pavillons d’angle au 1er étage.
Cet édifice conçu par l’architecte Joseph Poelaert  fut inauguré en 1883. À l'époque de sa construction, il était le plus grand monument d’Europe.

## Compétence

### Ressort (compétence ratione loci)
Depuis 2014, le ressort de la Cour d'appel de Bruxelles « comprend les provinces du Brabant wallon et du Brabant flamand et la région bilingue de Bruxelles-Capitale ». Les limites de ce ressort coïncident de facto avec les frontières de l’ancienne province de Brabant (supprimée en 1993).

### Compétences ratione materiae
La cour d’appel de Bruxelles est composée, tout comme les quatre autres cours d'appel du Royaume, de « chambres civiles, de chambres correctionnelles, de chambres de la jeunesse, de chambre de familles et parmi ces dernières de chambres de règlement à l'amiable ». En outre, elle traite les recours prévus dans certaines lois spéciales et dispose également de compétences administratives. Enfin elle dispose de compétences exclusives. En effet l'appel des décisions suivantes lui est exclusivement dévolue :
- les décisions du conseil des prises[22];
- les décisions rendues par les consuls belges à l’étranger[23] ;
- les décisions rendues en matière électorale par le collège des bourgmestres et échevins et par les bureaux principaux[24];
- Enfin, elle est exclusivement compétente pour statuer sur la responsabilité pénale des ministres[25].

## Composition

### Du siège[26]
La  cour d'appel de Bruxelles  se compose de 74 magistrats :  un premier président, 16 présidents de chambre, des conseillers effectifs et des conseillers suppléants (57).
Le titre de premier président est attribué au plus haut magistrat de la cour d'appel. Il exerce ses fonctions pendant cinq ans.
Les présidents de chambre sont titulaires d'un mandat adjoint. Ils exercent leurs fonctions pendant une période de trois ans qui peut être renouvelée.
Les conseillers effectifs et suppléants.
Le juge de la famille et de la jeunesse est titulaire d'un mandat particulier. Pour sa part il exerce sa fonction pour une période de trois ans (renouvelable après réévaluation pour une période de cinq ans).

### Du ministère public
Le procureur général près de la cour d'appel et la cour du travail dirige le parquet général. Le Parquet général est composé d’avocats généraux et de substituts du procureur général.

### Du greffe
À chaque cour d'appel est rattaché un greffe. Au terme des articles 154 et 156 du Code judiciaire, il est composé d'un greffier en chef assisté par des greffiers chef de service et des greffiers. Le greffe comprend également des employés de greffe. Tout greffe remplit deux types de mission, une mission administrative ainsi qu'une mission générale d'assistance des juges dans leurs fonctions judiciaires.

## Procédure[34]

### Au civil

#### Conditions de recevabilité de l'appel principal
- La qualité et l'intérêt  (article 17 du Code judiciaire)
- Un lien d'instance entre la partie qui interjette appel (appelant) et l'intimé (la partie à l'encontre de laquelle l'appel est introduit)[35].

#### Formes de l'appel principal
L'appel principal peut être introduit de quatre façons distinctes (article 1056 du code judiciaire).

#### Délais de l'appel principal
La règle : 1 mois à dater de la signification ou de la notification de la décision attaquée.

#### Exceptions au droit d'appel
Aucune procédure d'appel ne peut être introduite à l'encontre :
- d'un arrêt rendu par la cour d'appel
- d'un arrêt rendu par la cour du travail
- d'un jugement rendu par le tribunal de première instance prononcé en degré d'appel

Ainsi qu'à l'encontre :
- de décisions qui ne sont susceptibles d'aucune voie de recours ordinaire
- de décisions à l'encontre desquelles, par application d'une disposition particulière, aucun recours ordinaire ne peut être introduit
- d'une décision dont l'enjeu financier dépasse 2 000 euros (taux de ressort, article 617 du Code judiciaire)
- d'une décision rendue par le tribunal de première instance ou du tribunal de l'entreprise dont l'enjeu financier dépasse 2 500 euros (taux de ressort, article 617 du Code judiciaire).

### Au pénal
Le ministère public, l’accusé, la partie civile, la partie civilement responsable, etc. peut introduire une procédure d’appel en matière pénale.

#### Délai
Le délai est de 15 jours dater du prononcé du jugement rendu en première instance.

#### Forme
La demande doit se faire au greffe du tribunal qui a prononcé la décision dont appel. Un arrêt de la Cour d'assise ne peut pas faire l'objet d'un appel.

## Présidence
Cette question est réglée par l’article 101 §2 du code judiciaire.

### Liste des1erprésidents 1877-2014
- 1842-1867: F. J. G. de Page ;
- 1867-1872: François Thielemans ;
- 1872-1877: A. H. Gérard ;

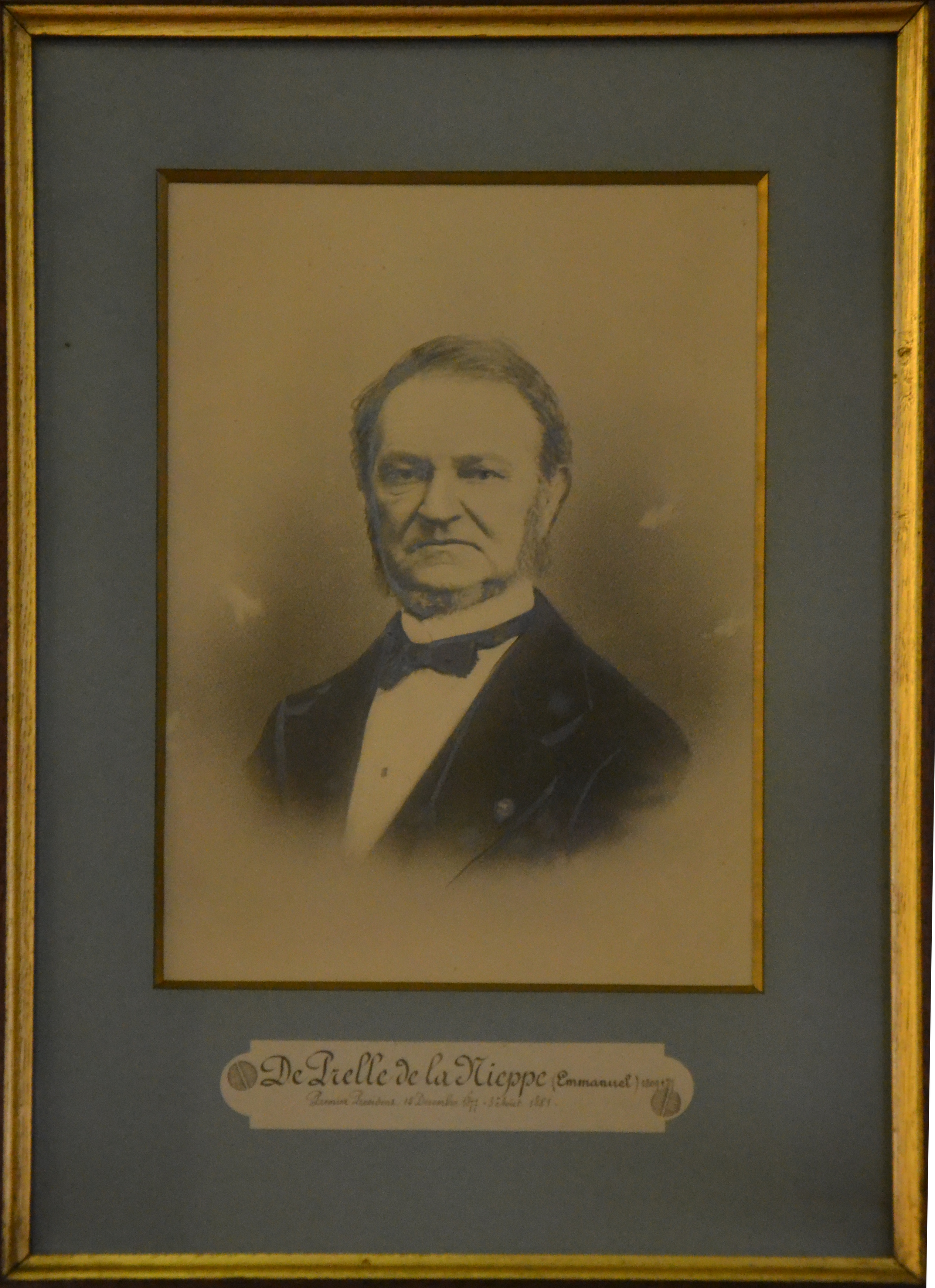
Emmanuel de Prelle de la Nieppe, photo affichée au Palais de justice de Bruxelles

- 1877-1881: Emmanuel de Prelle de la Nieppe ;
- 1881-1889: F. A. Jamar ;

- 1889-1894: Emile Eeckman ;
- 1895-...: M. Motte ;
- 1919: Henry Lévi-Morelle ;
- 1920-1922: Ferdinand Ernst ;

- 1923-1927: Léon Eeckman ;
- 1927-1933: Édouard Joly ;
- 1933-1934: Henri Simons ;
- 1934-1938: Georges de le Court ;

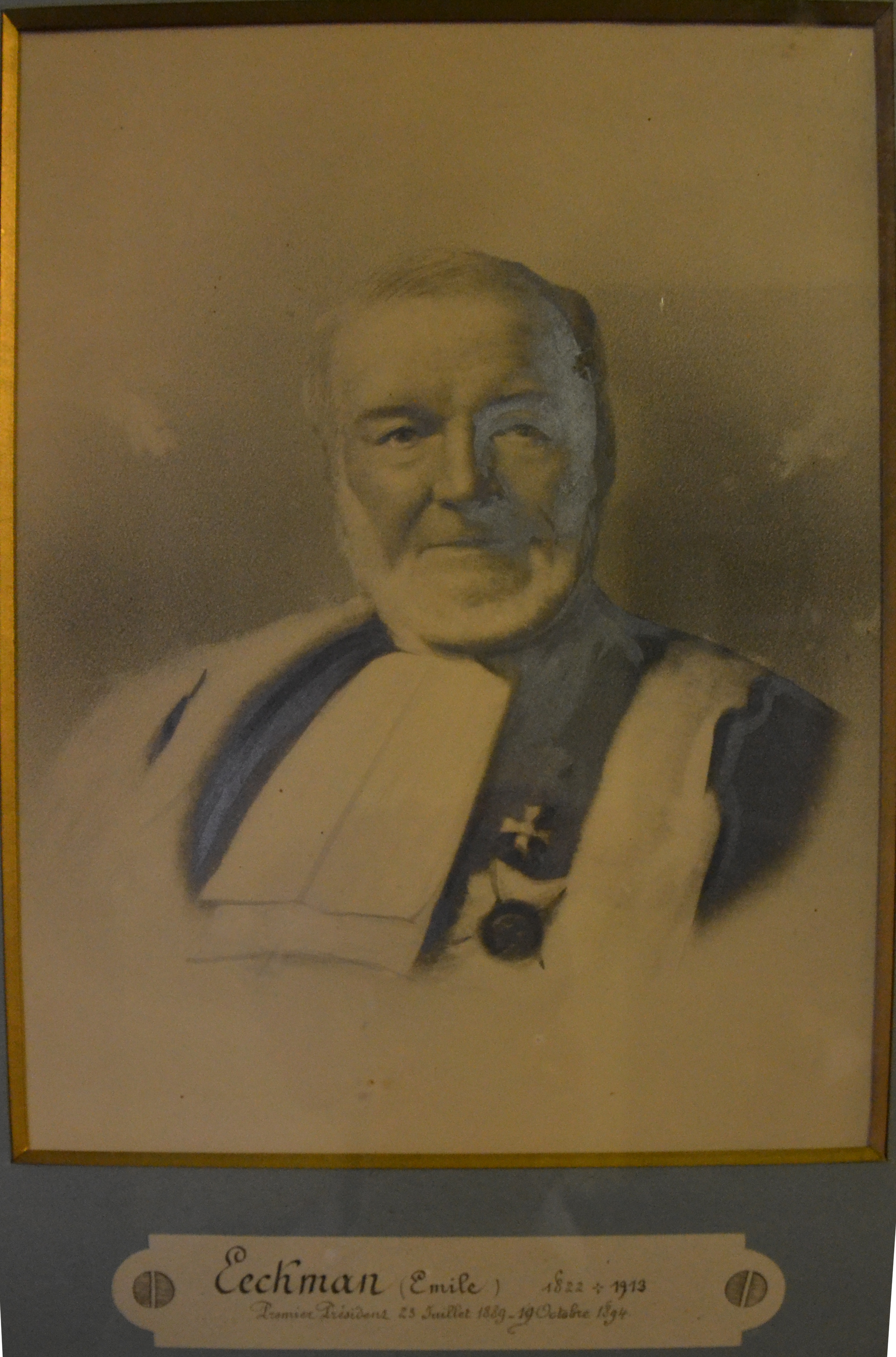
Emile Eeckman, photo affichée au Palais de justice de Bruxelles

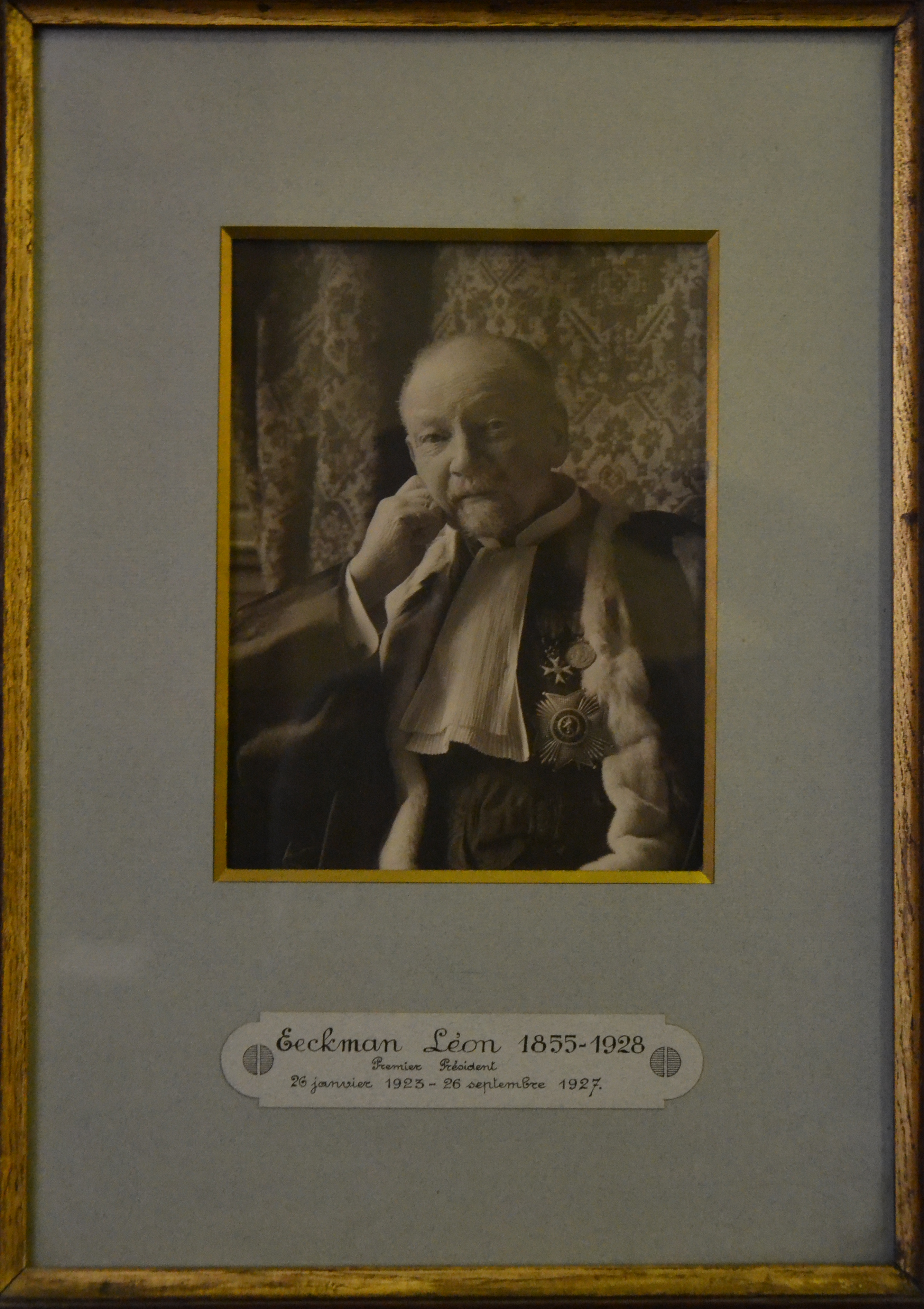
Léon Eeckman, photo affichée au Palais de justice de Bruxelles

- 1938-1940: Oscar de Lichtervelde ;
- 1940-1945: Poste vacant ;
- 1945-1945: Léopold de Vos ;
- 1946-1950: Georges Chevalier ;
- 1950-1954: Rodolphe Heyse ;
- 1954-1959: Paul Marcoux ;
- 1959-1959: Paul Derminne ;
- 1959-1964: Jules Serny ;
- 1964-1965: Louis Mineur ;
- 1965-1967: Charles Winckelmans ;
- 1967-1973: Albert Saliez ;
- 1973-1977: Achilles Marechal ;
- 1977-1978: Marcel Liard ;
- 1978-1982: Jacques van der Haeghen ;
- 1982-1988: Marc de Smedt ;
- 1988-1990: Luciaan Slachmuylder ;
- 1990-1990: Jaak Verdood ;
- 1991-1992: José Anne de Molina ;
- 1992-1996: Pierre van de Walle ;
- 1997-2002: Jacqueline Closset ;
- 2002-2007: Marc de le Court ;
- 2007-2009: Guy Delvoie ;
- 2010-2014: Antoon Boyen ;
- 2014-2018: Laurence Massart.

### Année judiciaire 2018-2019[42]
Premier président : Luc Maes (francophone).
Greffier en chef : Thierry Heins.

### Année judiciaire 2019-2020[43]
Première présidente : Laurence Massart (francophone).
Greffier délégué : Jean-Paul Baelde.

### Année judiciaire 2020-2021[44]
Première présidente :  Laurence Massart.
Greffier chef de service : Petra Plas.
Madame la première présidente Laurence Massart est donc actuellement chargée de : « la plus importante cour d’appel de Belgique en nombre de personnes. Maîtrise les procédures tant dans le secteur pénal (chambres d’instruction, correctionnelles et d’assises) que dans les autres secteurs de la Cour (civile, commerciale, fiscale, Cour des marchés, famille et jeunesse). Dirige la seule cour d’appel composée de deux rôles linguistiques, de deux cultures qui se situent à la frontière entre le nord de l’Europe (néerlandophones) et le sud de l’Europe (francophones). A, dès lors, développé des qualités d’écoute, de compréhension des différences, de conciliation, d’arbitrage, de partage des idées et valeurs ».

## Actualité

### Pénurie de magistrats
La cour d'appel de Bruxelles doit faire face à une pénurie de magistrats. En 2019, son cadre légal ne comptait que 65 magistrats sur les 74 requis par la loi. En conséquence : un arriéré judiciaire de plus en plus important et des délais de fixation de plus en plus longs (plusieurs années). Une des solutions proposées serait de créer une nouvelle chambre francophone mais le système judiciaire manque de moyens.

### Cour bilingue
Madame Massart, première présidente de la cour d'appel de Bruxelles a pris ses fonctions en date du 2 avril 2019. Elle préside une Cour bilingue (néerlandais et français). Cette nomination a fait l'objet de plusieurs critiques : Madame Massart ne maitriserait pas suffisamment le néerlandais. Selon l'ancien Ministre de la justice, Koen Geens, la loi de 1935 sur l'emploi des langues en matière judiciaire n'érige pas la connaissance de l'autre langue nationale en condition de nomination à la fonction de 1er président à la cour d'appel de Bruxelles. Pour sortir de cette impasse, seule une intervention du législateur permettrait de régler cette question.

### Législation
- Const., art.156
- C.jud., art. 10, 17, 101, 143, 144, 157, 259 ter, 259 quater, 259 quinquies, §3, 602, 617, 1051, 1050 à 1072.
- Loi du 5 mai 2014, art., 11, M.B, 8 juillet 2014.
- Loi du 15 juin 1935 sur l'emploi des langues en matière judiciaire, M.B. 22 juin 1935.
- Loi du 25 juin 1998, art., 2, M.B., 27 juin 1998.
- Ordonnance réglant le service de la cour d'appel de Bruxelles pour l'année 2018- 2019 coordonné le 27 juin 2018, tribunaux-rechtenbanken, 2019.
- Ordonnance réglant le service de la cour d'appel de Bruxelles pour l'année 2019- 2020 coordonné le 30 juillet 2019, tribunaux-rechtenbanken, 2019.
- Ordonnance réglant le service de la cour d'appel de Bruxelles pour l'année 2020-2021 coordonné le 1er juillet 2020, tribunaux-rechtenbanken, 2020.

### Doctrine
- Biero B., «  la réforme de l'arrondissement judiciaire de Bruxelles », Courrier hebdomadaire du CRISP, 2015/37-38 (no 2282-2283), p. 1-70.
- Dejoux M., « II. La procédure d'enquête ses objets, et son évolution » Presses Universitaires de France, France, 2014, p. 65-105.
- Englebert J. et Taton X. «Droit du procès civil. Volume 2», Anthemis, Belgique, 2019, p. 533.
- Maquet J., « L'appel à Liège. Histoire et juridiction », Liège, 21 décembre 2011 consultable sur tribunauxrechtenbanken.be.
- Smets T., « La procédure en Droit judiciaire belge », Namur, consultable sur LEGALEX Namur.
- Thion A., « VIII. Des provinces dans un Etat centralisé », la renaissance du livre, Belgique, 1975, p. 258.
- Uyttebrouck A., « Du XVe siècle à 1830 deuxième partie » la renaissance du livre, Belgique, 1975, p. 226.
- Vanderborght J. et Vachaudez P., « Le Palais de justice de Bruxelles  », 2017, consultable sur A pierre d'angle, le magazine de l'ANABF.

### Autres
- Bernier I., « Qu'est-ce que le Saint Empire romain germanique ? », consultable sur FUTURA SCIENCES, 2019.
- Dath C., Caulier M., Mann N. et Istace J., « La justice belge est surchargée: quels sont les temps d'attente dans les différentes cour d'appel  », consultable sur RTBF.BE, 2019.
- Gurickx A., « Les réformes française », consultable sur histoiresdesbelges.be.
- Naudin C. «Saint Louis IX- Roi de France (1226-1270)», consultable sur histoirepourtous.fr, 2020.
- Massart L., « candidature au poste de juge de la CPI - Modèle de Curriculum Vitae  », consultable sur asp.icc.
- X., « Appel  », consultable sur justice en ligne, 2018.
- X., « Bruxelles, Palais de justice, SPF justice », consultable sur la régie des bâtiments, 2017.
- X., « Cour d'appel », sur Cours & Tribunaux, 2020.
- X., « Les statistiques annuelles des cours et tribunaux », consultable sur http://www.just.fgov.be, sous la section ‘Statistiques’.
- X., « Polémique autour de la nouvelle présidente non - bilingue de la cour d'appel : la loi n'exige pas le bilinguisme », consultable sur lesoir.be, 2019.